# Çeltikçi, Yenişehir
Çeltikçi là một xã thuộc huyện Yenişehir, tỉnh Bursa, Thổ Nhĩ Kỳ. Dân số thời điểm năm 2011 là 646 người.